# Storczykowe
Storczykowe (Orchidoideae) – podrodzina w obrębie storczykowatych (Orchidaceae). Należy do niej 208 rodzajów liczących ok. 3755 gatunków występujących na wszystkich kontynentach z wyjątkiem obszarów okołobiegunowych i pustyń. Jest to grupa siostrzana podrodziny epidendronowych (Epidendroideae). Zaliczane tu rośliny są sympodialne, bardzo rzadko myko-heterotroficzne, częste są bulwy na korzeniach lub łodydze.

## Systematyka
Pozycja systematyczna podrodziny według Angiosperm Phylogeny Website
|  | obuwikowe Cypripedioideae                                                                 |
|  |                                                                                           |
|  | \| \| epidendronowe Epidendroideae \| \| \| \| \| \| storczykowe Orchidoideae \| \| \| \| |
|  |                                                                                           |
|  | epidendronowe Epidendroideae                                                              |
|  |                                                                                           |
|  | storczykowe Orchidoideae                                                                  |
|  |                                                                                           |

|  | epidendronowe Epidendroideae |
|  |                              |
|  | storczykowe Orchidoideae     |
|  |                              |

|  | obuwikowe Cypripedioideae                                                                 |
|  |                                                                                           |
|  | \| \| epidendronowe Epidendroideae \| \| \| \| \| \| storczykowe Orchidoideae \| \| \| \| |
|  |                                                                                           |
|  | epidendronowe Epidendroideae                                                              |
|  |                                                                                           |
|  | storczykowe Orchidoideae                                                                  |
|  |                                                                                           |

|  | epidendronowe Epidendroideae |
|  |                              |
|  | storczykowe Orchidoideae     |
|  |                              |

|  | obuwikowe Cypripedioideae                                                                 |
|  |                                                                                           |
|  | \| \| epidendronowe Epidendroideae \| \| \| \| \| \| storczykowe Orchidoideae \| \| \| \| |
|  |                                                                                           |
|  | epidendronowe Epidendroideae                                                              |
|  |                                                                                           |
|  | storczykowe Orchidoideae                                                                  |
|  |                                                                                           |

|  | epidendronowe Epidendroideae |
|  |                              |
|  | storczykowe Orchidoideae     |
|  |                              |

|  | obuwikowe Cypripedioideae                                                                 |
|  |                                                                                           |
|  | \| \| epidendronowe Epidendroideae \| \| \| \| \| \| storczykowe Orchidoideae \| \| \| \| |
|  |                                                                                           |
|  | epidendronowe Epidendroideae                                                              |
|  |                                                                                           |
|  | storczykowe Orchidoideae                                                                  |
|  |                                                                                           |

|  | epidendronowe Epidendroideae |
|  |                              |
|  | storczykowe Orchidoideae     |
|  |                              |

Podział systematyczny podrodziny
Plemię Chloraeeae
- Bipinnula Comm. ex Juss.
- Chloraea Lindl.
- Gavilea Poepp.
- Geoblasta Barb.Rodr.

Plemię Codonorchideae
- Codonorchis Lindl.

Plemię Cranichideae

- Aa Rchb.f.
- Aenhenrya Gopalan
- Altensteinia Kunth
- Anoectochilus Blume
- Aracamunia Carnevali & I.Ramírez
- Aspidogyne Garay
- Aulosepalum Garay
- Baskervilla Lindl.
- Beloglottis Schltr.
- Bidoupia Aver., Ormerod & Duy
- Brachystele Schltr.
- Buchtienia Schltr.
- Chamaegastrodia Makino & F.Maek.
- Cheirostylis Blume
- Coccineorchis Schltr.
- Cotylolabium Garay
- Cranichis Sw.
- Cybebus Garay
- Cyclopogon C.Presl
- Cystorchis Blume
- Danhatchia Garay & Christenson
- Degranvillea Determann
- Deiregyne Schltr.
- Dichromanthus Garay
- Discyphus Schltr.
- Dossinia C.Morren
- Eltroplectris Raf.
- Erythrodes Blume
- Espinhassoa Salazar & J.A.N.Bat.
- Eurycentrum Schltr.
- Eurystyles Wawra
- Fuertesiella Schltr.
- Funkiella Schltr.
- Galeoglossum A.Rich. & Galeotti
- Galeottiella Schltr.
- Gomphichis Lindl.
- Gonatostylis Schltr.
- Goodyera R. Brown – tajęża
- Halleorchis Szlach. & Olszewski
- Hapalorchis Schltr.
- Helonoma Garay
- Herpysma Lindl.
- Hetaeria Blume
- Hylophila Lindl.
- Kionophyton Garay
- Kreodanthus Garay
- Lankesterella Ames
- Lepidogyne Blume
- Ludisia A.Rich.
- Lyroglossa Schltr.
- Macodes Lindl.
- Manniella Rchb.f.
- Mesadenella Pabst & Garay
- Mesadenus Schltr.
- Microchilus C.Presl
- Microthelys Garay
- Myrosmodes Rchb.f.
- Nothostele Garay
- Odontochilus Blume
- Odontorrhynchus M.N.Correa
- Orchipedum Breda
- Pachyplectron Schltr.
- Papuaea Schltr.
- Pelexia Poit. ex Lindl.
- Physogyne Garay
- Platylepis A.Rich.
- Ponthieva R.Br.
- Porphyrostachys Rchb.f.
- Prescottia Lindl.
- Pseudocentrum Lindl.
- Pseudogoodyera Schltr.
- Pterichis Lindl.
- Pteroglossa Schltr.
- Pterostylis R.Br.
- Rhamphorhynchus Garay
- Quechua Salazar & L.Jost
- Rhomboda Lindl.
- Sacoila Raf.
- Sarcoglottis C.Presl
- Sauroglossum Lindl.
- Schiedeella Schltr.
- Schuitemania Ormerod
- Skeptrostachys Garay
- Solenocentrum Schltr.
- Sotoa Salazar
- Spiranthes Richard – kręczynka
- Stalkya Garay
- Stenoptera C.Presl
- Stenorrhynchos Rich. ex Spreng.
- Stephanothelys Garay
- Svenkoeltzia Burns-Bal.
- Thelyschista Garay
- Veyretia Szlach.
- Vrydagzynea Blume
- Zeuxine Lindl.
- Ligeophila Garay
- Platythelys Garay
- Cladobium Schltr.
- Kuhlhasseltia J.J.Sm.
- Myrmechis Blume
- Potosia (Schltr.) R.González & Szlach. ex Mytnik
- Cladobium Lindl.
- Zeuxinella Aver.

Plemię Diseae
- Brownleea Harv. ex Lindl.
- Ceratandra Lindl.
- Corycium Sw.
- Disa P.J.Bergius
- Disperis Sw.
- Evotella Kurzweil & H.P.Linder
- Huttonaea Harv.
- Pachites Lindl.
- Pterygodium Sw.
- Satyrium Sw.
- Satyrium L.

Plemię Diurideae

- Achlydosa M.A.Clem. & D.L.Jones
- Acianthus R.Br.
- Adenochilus Hook.f.
- Aporostylis Rupp & Hatch
- Arthrochilus F.Muell.
- Burnettia Lindl.
- Caladenia R.Br.
- Caleana R.Br.
- Calochilus R.Br.
- Chiloglottis R.Br.
- Coilochilus Schltr.
- Corybas Salisb.
- Cryptostylis R.Br.
- Cyrtostylis R.Br.
- Diuris Sm.
- Drakaea Lindl.
- Epiblema R.Br.
- Eriochilus R.Br.
- Genoplesium R.Br.
- Leporella A.S.George
- Leptoceras (R.Br.) Lindl.
- Lyperanthus R.Br.
- Megastylis (Schltr.) Schltr.
- Microtis R.Br.
- Orthoceras R.Br.
- Pheladenia D.L.Jones & M.A.Clem.
- Praecoxanthus Hopper & A.P.Br.
- Prasophyllum R.Br.
- Pyrorchis D.L.Jones & M.A.Clem.
- Rhizanthella R.S.Rogers
- Rimacola Rupp
- Spiculaea Lindl.
- Stigmatodactylus Maxim. ex Makino
- Thelymitra J.R.Forst. & G.Forst.
- Townsonia Cheeseman
- Waireia D.L.Jones, Molloy & M.A.Clem.
- Cyanicula Hopper & A.P.Br.
- Elythranthera (Endl.) A.S.George
- Ericksonella Hopper & A.P.Br.
- Glossodia R.Br.
- Paracaleana Blaxell

Plemię Orchideae

- Anacamptis Rich. – koślaczek
- Apetalanthe Aver. & Vuong
- Benthamia A.Rich.
- Bonatea Willd.
- Brachycorythis Lindl.
- Centrostigma Schltr.
- Chamorchis Rich. – potrostek
- Codonorchis Lindl.
- Cooktownia D.L.Jones
- Cynorkis Thouars
- Dactylorhiza Neck. ex Nevski – kukułka
- Diplomeris D.Don
- Dracomonticola H.P.Linder & Kurzweil
- Frigidorchis Z.J.Liu & S.C.Chen
- Galearis Raf.
- Gennaria Parl.
- Gymnadenia R.Br. – gółka
- Habenaria Willd.
- Hemipilia Lindl.
- Herminium L. – miodokwiat
- Himantoglossum Spreng. – himantoglossum
- Holothrix Rich. ex Lindl.
- Megalorchis H.Perrier
- Neobolusia Schltr.
- Neotinea Rchb.f.
- Oligophyton H.P.Linder
- Ophrys L. – dwulistnik
- Orchis Tourn. ex L. – storczyk
- Pecteilis Raf.
- Peristylus Blume
- Platanthera Rich. – podkolan
- Platycoryne Rchb.f.
- Pseudorchis Ség. – gołek
- Roeperocharis Rchb.f.
- Schizochilus Sond.
- Serapias L.
- Sirindhornia H.A.Pedersen & Suksathan
- Stenoglottis Lindl.
- Steveniella Schltr.
- Thulinia P.J.Cribb
- Traunsteinera Rchb. – storczyca
- Tsaiorchis Tang & F.T.Wang
- Tylostigma Schltr.
- Veyretella Szlach. & Olszewski
- Arnottia A.Rich.
- Physoceras Schltr.
- Neolindleya Kraenzl.
- Odisha S.Misra
- Senghasiella Szlach.
- Amitostigma Schltr.
- Hemipiliopsis Y.B.Luo & S.C.Chen
- Neottianthe Schltr. (≡ Ponerorchis Rchb.f.) – kukuczka
- Ponerorchis Rchb.f.
- Androcorys Schltr.
- Bhutanthera Renz
- Porolabium Tang & F.T.Wang
- Bartholina R.Br.
- Pseudorchis Gray
- Smithorchis Tang & F.T.Wang
- Vietorchis Aver. & Averyanova